# Nectria aquifolii
Nectria aquifolii är en svampart som först beskrevs av Elias Fries, och fick sitt nu gällande namn av Miles Joseph Berkeley 1860. Nectria aquifolii ingår i släktet Nectria och familjen Nectriaceae.   Inga underarter finns listade i Catalogue of Life.